# Кордуена

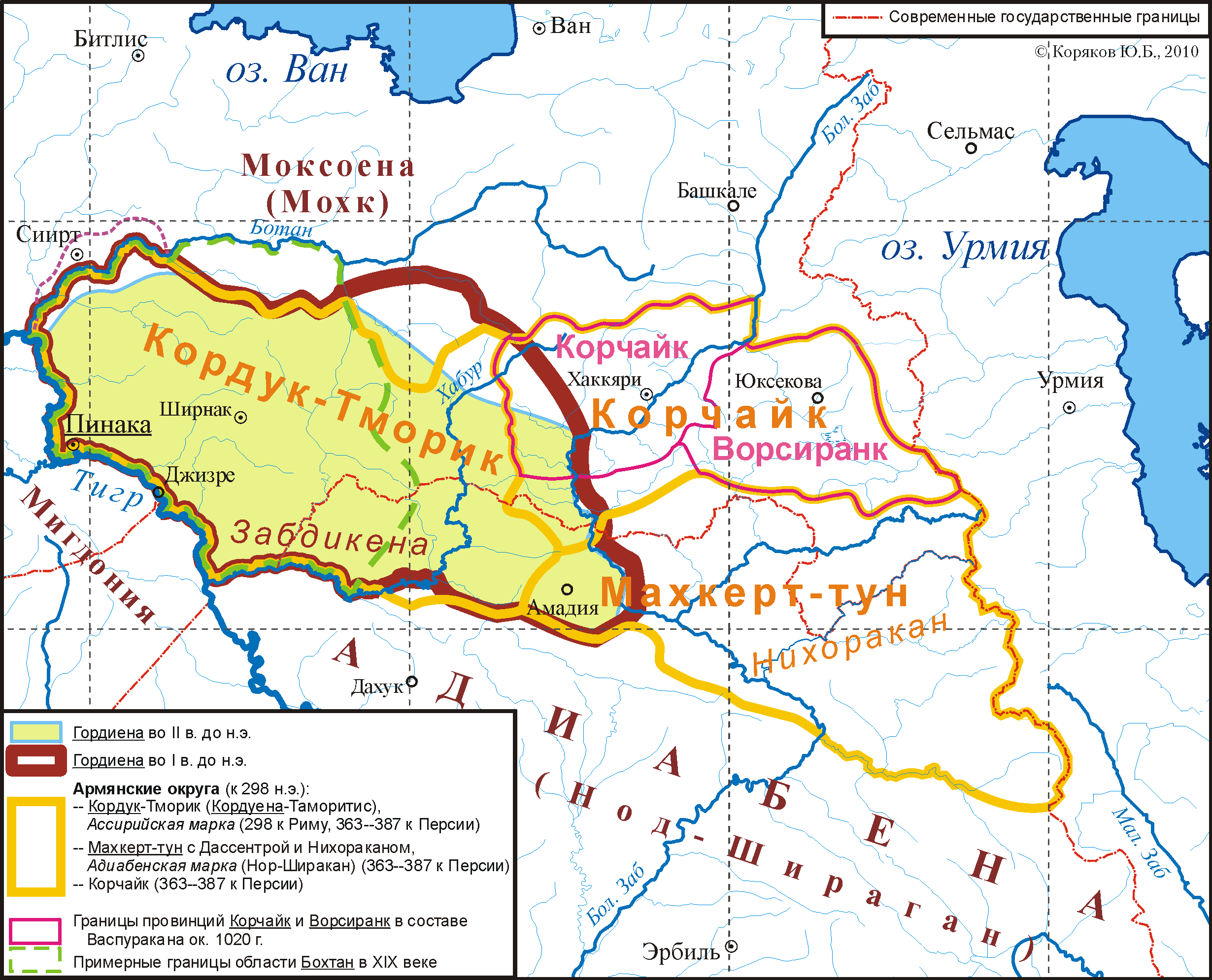
Приблизні кордони Кордуени у II (зелена заливка) та I (коричневі межі) століттях до н. е.

Кордуе́на (грец. Κορδουηνη/Kordouēnē; пехл. Kardun; курд. Kardox; івр. קרטיגיני) — стародавня історична область на Близькому Сході, у Верхньому Межиріччі, на межі сучасних кордонів Туреччини та Сирії.

## Географія
У різних джерелах (та, можливо, у різні часи) територія Кордуени розуміється по-різному. Власне Кордуена займала невелику область, обмежену з заходу річкою Тигр, з півдня — нижньою течією річки Хабур, з півночі — річкою Ботан та її лівими притоками, зі сходу — зазвичай річкою Великий Заб або вододілом між Великим Забом і Хабуром. У ранньому середньовіччі та частина вірменською почала називатись Кордук (вірм. Կորդուք), сир. Beṯ Qardū або Кордук-Тморік (Кордуена-Таморітіс). У пізньому середньовіччі та частина стала курдською областю (згодом еміратом) Бохтан.
За більш широкого розуміння Кордуени до неї включаються області далі на схід, до самого вододілу між басейнами Тигра й озера Урмія (сучасний кордон між Туреччиною/Сирією та Іраном). Та східна частина у давнину, ймовірно, називалась Хубушкія та, можливо, була слабо заселеною через високогірність і важкодоступність. У ранньому середньовіччі, у складі Вірменії її північна частина називалась Корчайк (вірм. Կորճայք), а південна вважалась частиною Адіабени, що розташовувалась на південь («Адіабенська марка»). У деяких джерелах Корчайком називається вся Кордуена, включаючи й західну частину. У пізньому середньовіччі та частина стала курдською областю (згодом еміратом) Хаккярі, що також іноді включала й західну частину Кордуени.
На півдні Кордуени виділялась область Забдікена або Рехімена.

## Стародавні джерела
Птоломей і Плутарх локалізували Кордуену у верхній течії Тигра . За Страбоном область розташовувалась на заході Вавилонії . Російський вчений В. П. Нікітін локалізував Кордуенські гори між Діярбакиром і Мушем.
Назву Кордуена пов’язують з назвою племені кардухів, яке розміщують то на захід від озера Урмія, то далі на схід. Кардухи були відомі як войовничі та неприборкані горці, що не підкорялись перському царю та постійно влаштовували набіги на сусідів-вірменів.